# Bărbulești
Bărbulești község és falu Ialomița megyében, Munténiában, Romániában. 

## Fekvése
A megye északnyugati részén található, a megyeszékhelytől, Sloboziatól, hatvanhét kilométerre nyugatra, a Sărata folyó partján.

## Története
A 19. század közepén Ialomița megye Câmpul járásához tartozott és Bărbulești, Poșta illetve Ursari falvakból állt, összesen 1736 lakossal. A község területén ekkor egy templom és egy iskola működött. 
1925-ös évkönyv szerint Bărbulești községe Urziceni járás része volt, 1280 lakossal és csupán Bărbulești faluból állt. 1931-től Urziceni település közvetlen irányítása alá tartozott. 
1950-ben a Ialomițai régió Urziceni rajonjának volt a része, majd 1952-ben a Bukaresti régióhoz csatolták. 1968-ban elveszítette önálló községi rangját és Armășești község közigazgatási irányítása alá helyezték. 2006-ban ismét önálló község lett.

## Látnivalók
- „Sfântul Nicolae” templom - 1754-ben épült, 1853-ban átépítették.